# Badiangan

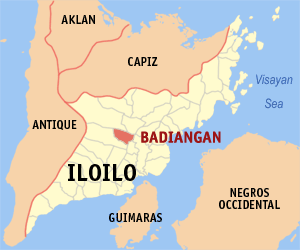
Bản đồ Iloilo với vị trí của Badiangan

Badiangan là một đô thị hạng 5 ở tỉnh Iloilo, Philippines. Theo điều tra dân số năm 2000 của Philipin, đô thị này có dân số 22.213 người trong 4.574 hộ.

## Các đơn vị hành chính
Badiangan được chia ra 31 barangay.
| - Agusipan - Astorga - Bingauan - Bita-oyan - Botong - Budiawe - Cabanga-an - Cabayogan - Calansanan - Catubig - Guinawahan - Ilongbukid | - Indorohan - Iniligan - Latawan - Linayuan - Mainguit - Malublub - Manaolan - Mapili Grande - Mapili Sanjo - Odiongan | - Kingdom of Poblacion - San Julian - Sariri - Sianon - Sinuagan - Talaba - Tamocol - Teneclan - Tina |